# Episodi di Monster High (serie animata 2022) (prima stagione)
La prima stagione della serie televisiva animata Monster High, composta da 27 episodi, è stata trasmessa dall'emittente televisiva statunitense Nickelodeon dal 28 ottobre 2022 all'8 dicembre 2023. In Italia è stata trasmessa dall'emittente italiana Nickelodeon dal 14 aprile 2023 al 17 aprile 2024.
| n° | Titolo originale               | Titolo italiano            | Prima visione originale | Prima visione Italia                              |
| -- | ------------------------------ | -------------------------- | ----------------------- | ------------------------------------------------- |
| 1  | The Monstering                 | La vera natura             | 28 ottobre 2022         | 14 aprile 2023 (On demand) 9 settembre 2023 (TV)  |
| 2  | Food Fight                     | Lotta col cibo             | 6 ottobre 2022          | 14 aprile 2023 (On demand) 9 settembre 2023 (TV)  |
| 2  | Unfinished Brain-ness          | Guai infiniti              | 6 ottobre 2022          | 14 aprile 2023 (On demand) 9 settembre 2023 (TV)  |
| 3  | Case of the Moondays           | Il caso della luna piena   | 4 novembre 2022         | 21 aprile 2023                                    |
| 3  | Portrait of a Monster          | Foto di un mostro          | 4 novembre 2022         | 21 aprile 2023                                    |
| 4  | Witch Hitch                    | Caccia alla strega         | 28 novembre 2022        | 21 aprile 2023                                    |
| 4  | Part of the Pack               | Parte del branco           | 28 novembre 2022        | 21 aprile 2023                                    |
| 5  | That Thing You Deuce           | Weekend fra gli umani      | 30 novembre 2022        | 28 aprile 2023                                    |
| 5  | Werewolf Weekend               | Dolce Deuce                | 30 novembre 2022        | 28 aprile 2023                                    |
| 6  | Paw-zzle Pieces                | Pezzi del puzzle           | 1 dicembre 2022         | 28 aprile 2023                                    |
| 7  | Nightmare Nightmore            | La notte lunga             | 19 dicembre 2022        | 5 maggio 2023                                     |
| 8  | Out of Step                    | Passi mostruosi            | 10 marzo 2023           | 5 maggio 2023                                     |
| 8  | Pyramid Scheme                 | Schema piramidale          | 10 marzo 2023           | 5 maggio 2023                                     |
| 9  | What's Up Watzie?              | Che succede, Watzie?       | 10 marzo 2023           | 12 maggio 2023 (On demand) 23 settembre 2023 (TV) |
| 9  | So Familiar                    | Il famiglio                | 10 marzo 2023           | 12 maggio 2023 (On demand) 23 settembre 2023 (TV) |
| 10 | Crushed                        | Deluso                     | 17 marzo 2023           | 12 maggio 2023 (On demand) 23 settembre 2023 (TV) |
| 10 | Over Bro-tective               | Un fratello iperprotettivo | 17 marzo 2023           | 12 maggio 2023 (On demand) 23 settembre 2023 (TV) |
| 11 | Horoscare                      | L'Horroroscopo             | 24 marzo 2023           | 19 maggio 2023 (On demand) 24 settembre 2023 (TV) |
| 11 | Flaunt Your Skeleton           | Paura che blocca           | 24 marzo 2023           | 19 maggio 2023 (On demand) 24 settembre 2023 (TV) |
| 12 | Creepover Party                | Il pigiama morty           | 31 marzo 2023           | 19 maggio 2023 (On demand) 24 settembre 2023 (TV) |
| 12 | Creature Clash                 | Compagni per merenda       | 31 marzo 2023           | 19 maggio 2023 (On demand) 24 settembre 2023 (TV) |
| 13 | Monster Movie                  | Un film mostruoso          | 7 aprile 2023           | 19 maggio 2023 (On demand) 30 settembre 2023 (TV) |
| 13 | Earworm                        | Orecchiove                 | 7 aprile 2023           | 19 maggio 2023 (On demand) 30 settembre 2023 (TV) |
| 14 | Spell The Beans                | Caccia alle streghe        | 2 ottobre 2023          | 2 ottobre 2023                                    |
| 15 | Growing Ghoulia                | Prima in classifica        | 3 ottobre 2023          | 3 ottobre 2023                                    |
| 15 | Casketball Jinx                | I demoni del Casketball    | 3 ottobre 2023          | 3 ottobre 2023                                    |
| 16 | Cleo in the Kitchen            | Cleo in cucina             | 4 ottobre 2023          | 4 ottobre 2023                                    |
| 16 | The Case of the Missing Squeak | Alla ricerca di Squeaky    | 4 ottobre 2023          | 4 ottobre 2023                                    |
| 17 | Pet Problems                   | Cobra in fuga              | 10 ottobre 2023         | 5 ottobre 2023                                    |
| 17 | Lesson to Rock                 | Rock' n'monster            | 10 ottobre 2023         | 5 ottobre 2023                                    |
| 18 | Power Heist                    | I talismani                | 11 ottobre 2023         | 6 ottobre 2023                                    |
| 19 | Monster Midterms               | Esami mostruosi            | 12 ottobre 2023         | 8 aprile 2024                                     |
| 20 | Fur-mergency                   | Emergenza pelosa           | 16 ottobre 2023         | 9 aprile 2024                                     |
| 20 | Boogey Nightmare               | Incubi mostruosi           | 16 ottobre 2023         | 9 aprile 2024                                     |
| 21 | Best Fiends                    | Amiche molto unite         | 17 ottobre 2023         | 10 aprile 2024                                    |
| 21 | Scareer Day                    | Mostri in carriera         | 17 ottobre 2023         | 10 aprile 2024                                    |
| 22 | Stone Alone                    | Fiducia                    | 18 ottobre 2023         | 11 aprile 2024                                    |
| 22 | Horsin' Around                 | Caccia al ladro            | 18 ottobre 2023         | 11 aprile 2024                                    |
| 23 | Oh, The Humanity               | Gita al chiaro di luna     | 19 ottobre 2023         | 12 aprile 2024                                    |
| 23 | A Little Boost                 | Una piccola spinta         | 19 ottobre 2023         | 12 aprile 2024                                    |
| 24 | Fresh Waters Run Deep          | I mostri d'acqua dolce     | 23 ottobre 2023         | 15 aprile 2024                                    |
| 24 | Sew Fierce                     | Aspirante stilista         | 24 ottobre 2023         | 15 aprile 2024                                    |
| 25 | Witchful Thinking              | Potere di strega           | 25 ottobre 2023         | 16 aprile 2024                                    |
| 25 | Monster Match                  | Affinità mostruosa         | 26 ottobre 2023         | 16 aprile 2024                                    |
| 26 | The Monster Way                | Il portale                 | 8 dicembre 2023         | 17 aprile 2024                                    |